# 浜松東警察署
浜松東警察署（はままつひがしけいさつしょ）は、静岡県浜松市中央区に存在する静岡県警察所管の警察署。

## 管轄
- 浜松市中央区 - 江東・蒲・和田・中ノ町・長上・笠井・積志・飯田・芳川・河輪・五島・白脇の各地区

## 施設情報
所在地
- 浜松市中央区相生町14-10

交通
- JR東海道本線 - 浜松駅から徒歩約20分
- 遠鉄バス80中ノ町磐田線 - 相生バス停から徒歩約1分

## 組織
浜松東警察署ホームページによれば、次の部署を設置している。
- 警務課
- 会計課
- 留置管理課
- 生活安全課
- 刑事第一課
- 刑事第二課
- 交通課
- 警備課
- 地域課

## 交番・警察官駐在所
- 笠井交番（恒武町）
- 蒲交番（神立町）
- 白脇交番（白羽町）
- 積志交番（積志町）
- 鶴見交番（鶴見町）
- 富屋町交番（富屋町）
- 長上交番（市野町）
- 名塚町交番（名塚町） - 2020年に向宿町交番を移転したもの
- 芳川町交番（芳川町）
- 和田交番（篠ケ瀬町）

## 主な事件
- 浜松幼児変死事件